# Virtual Studio Technology
Virtual Studio Technology (VST) — формат зависимых от среды выполнения (native) плагинов реального времени, которые подключаются к звуковым редакторам, секвенсорам, цифровым звуковым рабочим станциям. Формат был разработан совместно Propellerhead и Steinberg, впоследствии Propellerhead отказался от дальнейших работ над VST, и дальнейшая разработка осуществлялась исключительно Steinberg. По состоянию на конец 2010-х годов в этом формате существуют тысячи плагинов, он стал одним из самых распространённых для звуковых программ. Приложения VST отличаются от плагинов DirectX по нескольким параметрам; в частности, они существуют для Windows, macOS и Linux. Кроме того, в отличие от ранних версий DirectX, плагины VST обладают развитым интерфейсом автоматизации.
VST-файл часто определяется как файл формата .dll.
Когда говорят о VST-плагинах, чаще всего имеют в виду программные аудиоэффекты, подгружаемые в программы для работы со звуком, такие как Cakewalk Sonar, FL Studio, REAPER, Ableton Live, Cubase, Nuendo, Sound Forge, ACID Pro и прочие. Существует также инструментальная разновидность VST — VSTi («i» в аббревиатуре обозначает слово instrument), такие плагины предоставляют звукообразующий инструмент — программный синтезатор, ромплер или семплер.
Основное достоинство VST-плагинов — простота подключения и хранения, удобство в работе.

## VST(i) в Linux
Наравне с LADSPA, LV2 и DSSI, в программном обеспечении для работы со звуком для Linux нередко встречается поддержка VST(i). Это либо Windows-версии плагинов, обычно запускаемые при помощи Wine, либо родные Linux-версии.
Поддержка Windows-версий имеется, например, в LMMS. Поддержка Linux-версий есть в Renoise — в этом случае эффекты и инструменты представляют собой родные Linux-библиотеки (расширение .so), а не библиотеки для Windows (.dll). Renoise ищет библиотеки VST в каталогах, заданных через двоеточие в переменной окружения VST_PATH, а если эта переменная не задана, проверяет каталоги /usr/lib/vst, /usr/local/lib/vst и ~/.vst. Тем не менее, официальных спецификаций VST под Linux по состоянию на конец 2010-х годов нет.
Также Linux-версии VST-плагинов можно использовать в energyXT2 или при помощи специального хоста — Jost (поддерживает VST, LADSPA и DSSI, может работать с JACK).